# Aleppói fenyő
Az aleppói fenyő vagy Aleppó-fenyő (Pinus halepensis) a fenyőfélék családjába tartozó növényfaj, amely a Mediterráneum egész  térségében elterjedt.

## Származása, elterjedése
Elterjedési területének nagy részén a tengerszint felett 200 m magasságig található meg, de az afrikai részen (Marokkóban) 1700 méteres magasságig felhúzódik. Kelet felé Szíriában (ahol először leírták), Libanonban, Törökország déli részén, Jordániában, Izraelben, és Palesztinában vannak elterjedésének határai.

## Leírása
Közepes, 15–25 m-es magasságot elérő fa, törzsének átmérője legfeljebb 60 cm (kivételes esetben mértek 1 m-t is). Kérge narancssárga-pirosas, vastag és mélyen repedezett a törzs alsó részén, vékony és pikkelyes a felső részén. Tűi nagyon vékonyak, párosával állnak (ritkán hármasával), 6–12 cm hosszúak, sárgászöld színűek. Toboza keskeny kúp alakú (5–12 cm hosszú és 2–3 cm széles az alsó részén zárt állapotban); először zöld, majd fényes vörösesbarnára érik 24 hónap alatt. Magjai 5–6 mm hosszúak, szárnyasak, szél által terjednek.

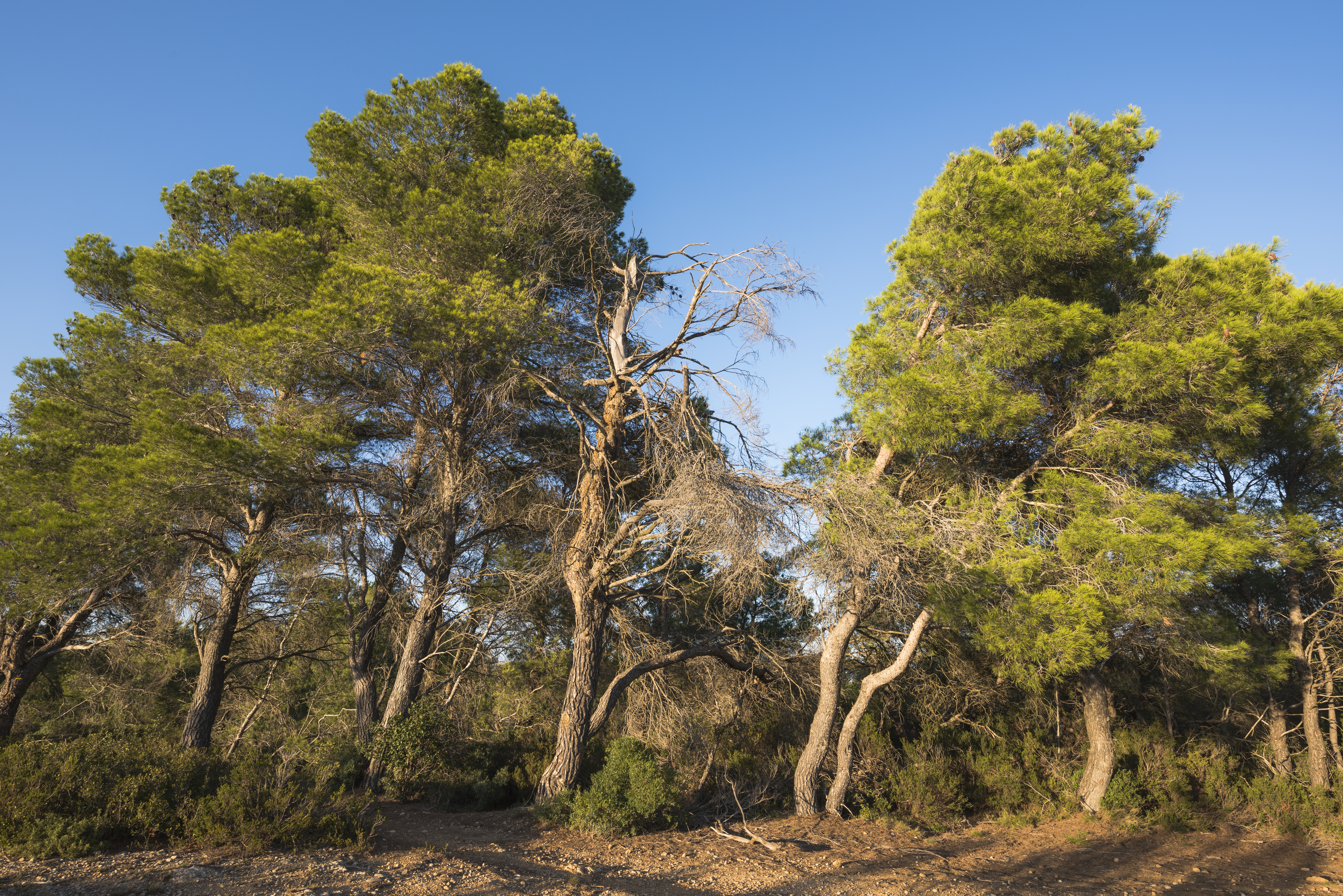
Kifejlett fák
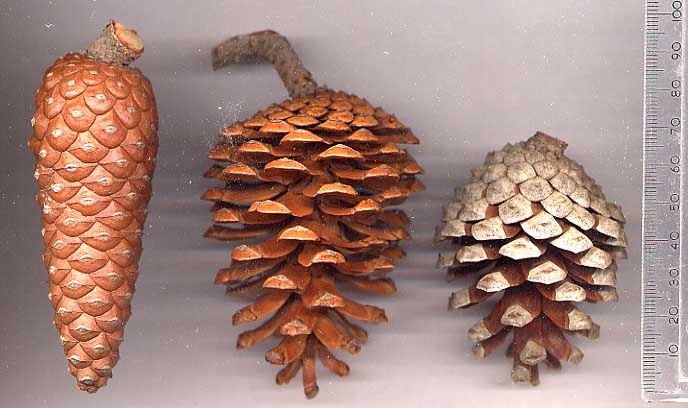
Tobozok
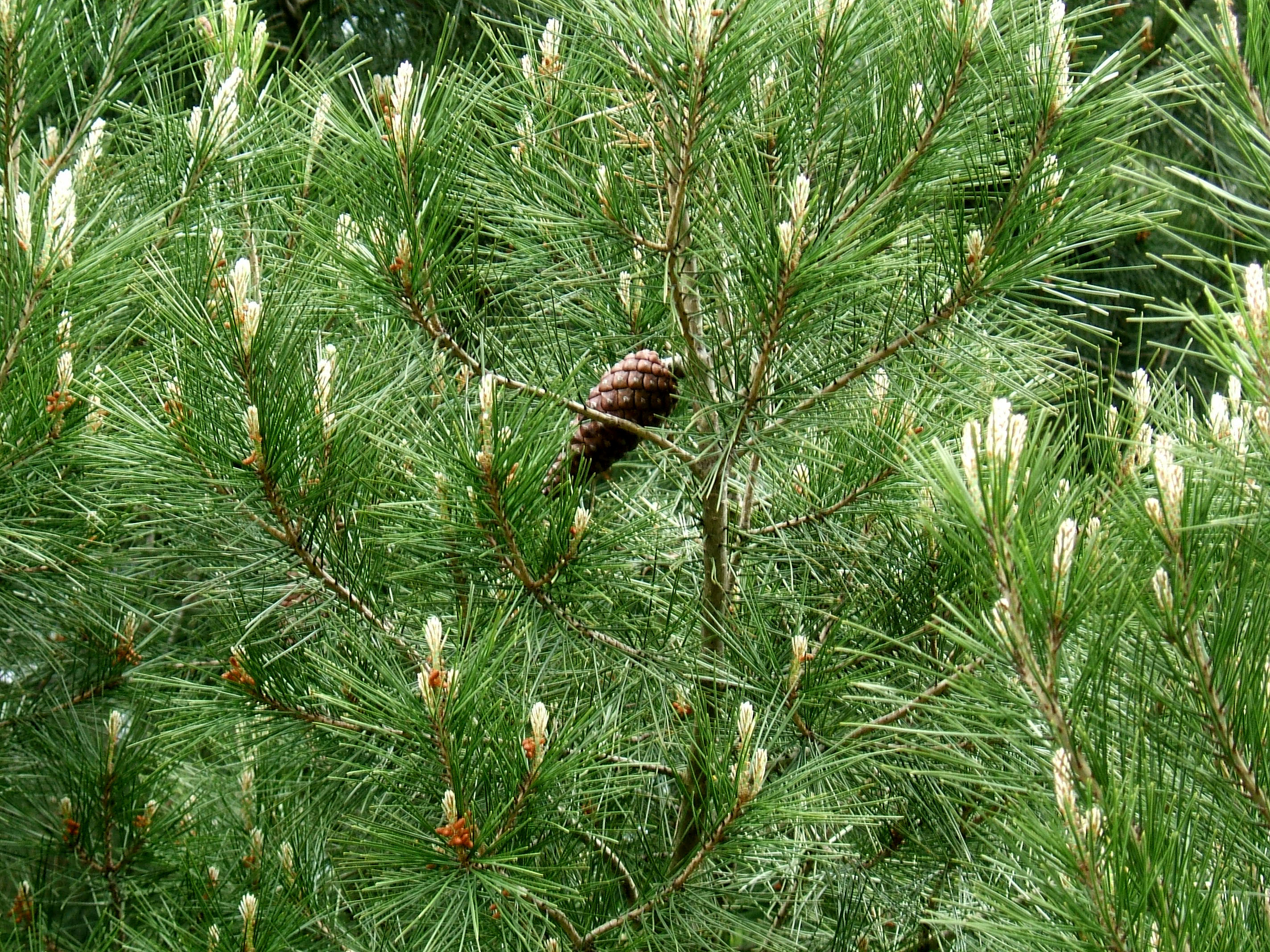
Lomb és toboz
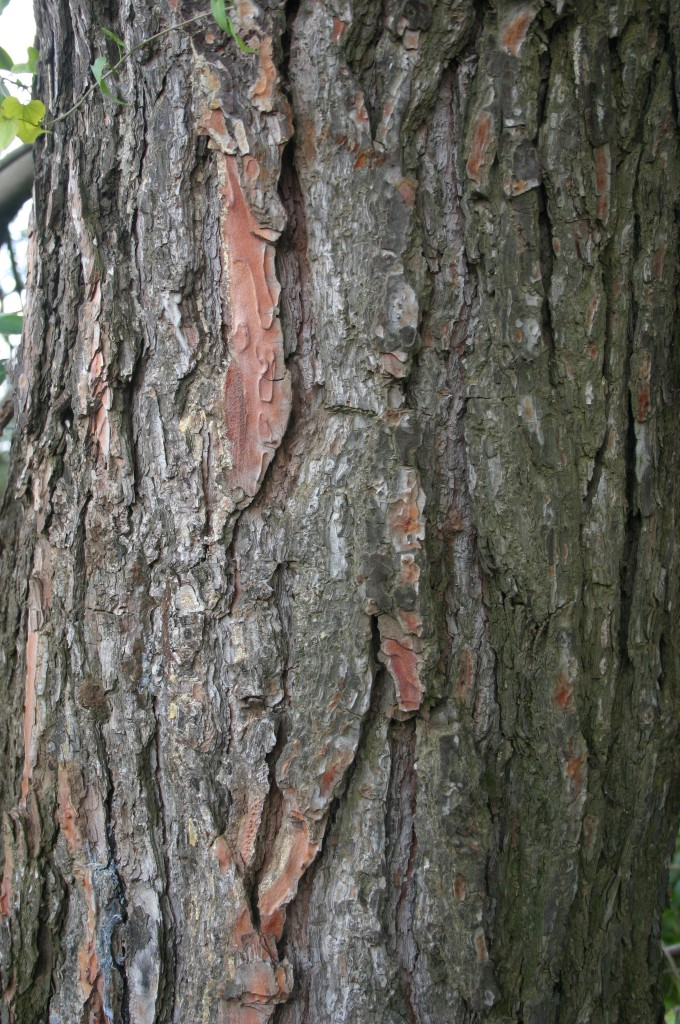
Kéreg
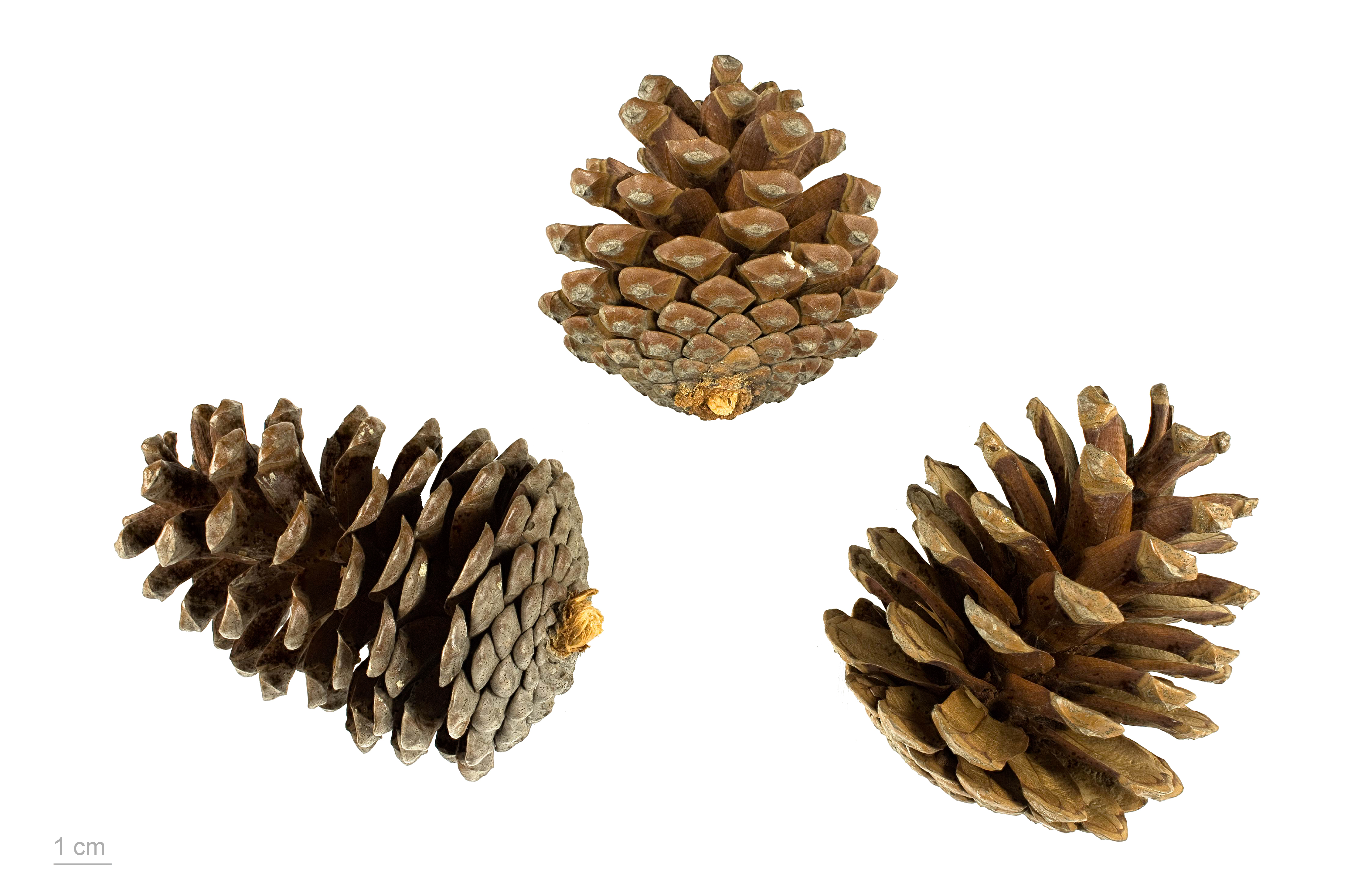
Tobozai a toulouse-i múzeumban

## Hasonló fajok
Közeli rokona a kalábriai fenyőnek, a kanári fenyőnek és a tengerparti fenyőnek, amelyek több tulajdonsága hasonló. A kalábriai fenyőt több szerző az aleppó fenyő alfajának tartja (Pinus halepensis subsp. brutia) (Ten.) Holmboe, de általában külön fajnak tekintik. Morfológiai jellemzői egész elterjedési területén állandóak.

## Felhasználása
Tartós, sok gyantát tartalmazó, nehéz fája fontos faipari alapanyag: távírópóznaként, illetve bányákban, épületekben, hajókban hasznosítják. Faanyagáért széles körben ültetik természetes elterjedési területén, Algéria és Marokkó legfontosabb faipari nyersanyaga. Izraelben a Negev-sivatag északi részére sikerrel telepítették (Yatir erdő). Gyantája a terpentin és a hegedűgyanta alapanyaga.
Erdészeti célból különösen a Földközi-tenger mentén, szép megjelenése és szárazságtűrése miatt dísznövényként forró száraz éghajlatú területeken ültetik.
Dél-Afrikában és Ausztrália déli részén inváziós fajként tartják számon.

## Fordítás
- Ez a szócikk részben vagy egészben a Pinus halepensis című angol Wikipédia-szócikk ezen változatának fordításán alapul.  Az eredeti cikk szerkesztőit annak laptörténete sorolja fel. Ez a jelzés csupán a megfogalmazás eredetét és a szerzői jogokat jelzi, nem szolgál a cikkben szereplő információk forrásmegjelöléseként.